# Eulophia exaltata
Eulophia exaltata är en orkidéart som beskrevs av Heinrich Gustav Reichenbach. Eulophia exaltata ingår i släktet Eulophia och familjen orkidéer. Inga underarter finns listade i Catalogue of Life.